# Rio Branco (flod)
Rio Branco är en flod i staten Roraima i norra Brasilien och dess källor ligger i Tepuibergen vid gränsen mot Venezuela. Floden rinner upp nära Boa Vista och flyter 775 km i sydlig riktning och rinner in i den större bifloden Rio Negro och vidare till Amazonfloden. Den södra delen av Rio Branco är seglingsbar.
År 1853 presenterade Alfred Russel Wallace sin resa utmed floderna för Royal Geographical Society i London:
| ”                                     | Rio Branco är anmärkningsvärt vit. Floden ser mjölkig ut | „ |
| – Alfred Russel Wallace, 13 juni 1853 |                                                          |   |

Alexander von Humboldt förklarade flodens färg med stora mängder silikatmineral i vattnet och att Rio Negros färg är mörkare på grund av organiskt avfall. 
År 2015 inträffade kraftiga regn under februari och floderna Acre och Rio Branco svämmade över. Den 3 mars utfärdade regeringen i Brasilia undantagstillstånd. Värst drabbad blev delstaten Acres huvudstad Rio Branco.